# 설인수
설인수(薛仁洙, 1926년 12월 15일~1985년 5월 19일)는 대한민국의 정치인이다. 제10대 국회의원이다. 본관은 순창(淳昌). 호는 익당(益堂). 전라북도 순창군 출신이다. 1985년 5월 19일 서울특별시 강동구 방이동에서 교통사고로 별세했다.

## 학력
- 고려대학교 경제학과 졸업

## 경력
- 고등고시 행정과 합격
- 전북도농무과 사무관
- 내무부지방국시읍면계장
- 전북도 문교사회국장
- 문교부 행정과장
- 국립중앙도서관장
- 전라북도교육감
- 부안군수
- 민주공화당 전북4지구당위원장

## 역대 선거 결과
| 실시년도 | 선거   | 대수 | 직책     | 선거구                    | 정당       | 득표수   | 득표율          | 순위 | 당락 | 비고 |
| -------- | ------ | ---- | -------- | ------------------------- | ---------- | -------- | --------------- | ---- | ---- | ---- |
| 1978년   | 총선   | 10대 | 국회의원 | 전북 임실군·남원군·순창군 | 민주공화당 | 54,576표 | \| \| 37.33% \| | 1위  |      | 초선 |
|          | 37.33% |      |          |                           |            |          |                 |      |      |      |